# Эпсилон Волопаса
Эпсилон Волопаса (лат. ε Boötis), 36 Волопаса (лат. 36 Boötis) — тройная звезда в созвездии Волопаса на расстоянии (вычисленном из значения параллакса) приблизительно 203 световых лет (около 62,1 парсеков) от Солнца. Возраст звезды определён как около 37,4 млн лет.

## Характеристики
Первый компонент (HD 129989) — оранжевый гигант или яркий гигант спектрального класса K0II-III, или K0II, или G9II-III, или K0. Видимая звёздная величина звезды — +2,7m. Масса — около 4,6 солнечных, радиус — около 33 солнечных, светимость — около 501,187 солнечных. Эффективная температура — около 4733 K.
Второй компонент (HD 129988) — белая звезда спектрального класса A0, или A2V. Видимая звёздная величина звезды — +5,1m. Масса — около 2,27 солнечных, радиус — около 2,7 солнечных, светимость — около 44,8 солнечных. Эффективная температура — около 9557. Орбитальный период — более 1000 лет. Удалён на 3 угловые секунды (не менее 185 а.е.).
Третий компонент (CCDM J14449+2704C). Видимая звёздная величина звезды — +12m. Удалён на 177 угловых секунд.

## Наименование
Система имеет несколько исторических названий:
- Ицар (Изар) от арабского إزار ’ (izār) что означает «пояс» или «набедренная повязка», и звучит почти как Мицар, который обозначает «поясница» Большой Медведицы[30].
- Пульхеррима от латинского «прекрасная». Это название дано ей в XIX веке Струве, который восхищался ею при наблюдениях в телескоп[31].
- У европейских астрономов средневековья это название писалось в разных вариантах: Мирак, Мерах, Мерер, Мезен, Мезер[30].

## Описание
Пара чудесно иллюстрирует главу в истории звездной эволюции. Компонент B имеет массу в две солнечных, а компонент A — около четырёх. Более массивные звезды расходуют своё топливо и эволюционируют быстрее. Пара родилась приблизительно 300 миллионов лет назад. Десять или двадцать миллионов лет назад водородное горение в центре более яркой звезды закончилось, теперь она — яркий гигант, и жить ей осталось очень недолго. Примерно через миллиард лет та же самая участь постигнет и меньшую звезду, и она станет оранжевым ярким гигантом. К тому времени компонент A сбросит почти всю свою внешнюю оболочку и от него останется только белый карлик размером с Землю, который будет почти не виден в оранжевом свете будущего гиганта. Компонент B ждёт та же самая участь — стать белым карликом.